# Credit spread (bons)
El credit spread o diferencial de crèdit és el diferencial de rendibilitat entre dos valors financers originat pel risc creditici i que es veu reflectit en les qualificacions creditícies -credit rating-. El credit spread reflecteix la rendibilitat addicional neta que un inversor demana per invertir en un valor financer amb més risc creditici amb relació a un altre que li ofereix més seguretat. El credit spread d'un valor financer és cotitzat en relació al valor financer alternatiu considerat més segur, que normalment és el tipus d'interès lliure de risc, per bé que es pot fer servir un altre Tipus d'interès de referència. El credit spread es pot mesurar de diverses maneres, com ara el Z-spread i l'option-adjusted spread.